# Joaquín de Orduña y Feliu
Joaquín de Orduña y Feliu, conegut com el Cacic del Castell de Guadalest (el Castell de Guadalest, Alacant, 1821 - 1897) va ser un polític i terratinent valencià, membre d'una notable i rica família alacantina.

## Biografia
Fill de l'advocat Carlos María de Orduña y Císcar, va estudiar als escolapis de Gandia i València i es va llicenciar en dret a la Universitat Literària de València. En 1848 fou nomenat fiscal a Alcoi, i posteriorment fou jutge de primera instància a Morella i Llíria.
Durant el regnat d'Isabel II va ser un destacat membre del Partit Moderat, si bé això no li va impedir moure's entre la resta de formacions polítiques segons les circumstàncies. Va ser diputat provincial en 1856 i es va aproximar a les tesis de la Unió Liberal de Leopoldo O'Donnell, del que en fou cap provincial a Alacant. Quan O'Donnell es va fer fort al final del regnat isabelí, arribant a ser governador civil de la província d'Alacant entre 1865 i 1866. Com a cap dels liberals de la Marina s'enfrontà sovint al cacic conservador Juan Bautista Thous Carreras.
Amb la restauració borbònica va ser el principal cacic del Partit Conservador a la comarca de la Marina, i, tot i que mai no fou elegit diputat, molts diputats li devien el seu escó pel seu suport. Li fou concedida la Gran Creu de l'Orde Civil de la Beneficència per la seva actuació en l'epidèmia de còlera de 1885.